# (6136) Griffon
(6136) Griffon, désignation internationale (6136) Gryphon, est un astéroïde de la ceinture principale.

## Description
(6136) Griffon est un astéroïde de la ceinture principale. Il fut découvert par Akira Natori et Takeshi Urata le 22 décembre 1990 à la station de Yakiimo. Il présente une orbite caractérisée par un demi-grand axe de 3,02 UA, une excentricité de 0,05 et une inclinaison de 11,17° par rapport à l'écliptique.
Il fut nommé en hommage au personnage de Griffon dans Les Aventures d'Alice au pays des merveilles de Lewis Carroll.

## Compléments